# 大島慶久
大島 慶久（おおしま よしひさ、1940年〈昭和15年〉3月30日 - ）は、日本の政治家、歯科医師。元参議院議員（通算3期）、元名古屋市会議員（3期）。

## 来歴
愛知県名古屋市出身。1967年（昭和42年）3月、愛知学院大学歯学部卒業。同年、南区六条町の大島病院に歯科診療所を設立。
1979年（昭和54年）、名古屋市会議員選挙・南区選挙区に出馬し初当選を果たす。以後、3期連続当選。1981年（昭和56年）、医学博士号授与。
1990年（平成2年）9月24日、無所属の参議院議員の高木健太郎が病気のため任期中に死去。高木の死去に伴い11月4日に行われた愛知県選挙区補欠選挙に自由民主党公認で立候補し初当選した。
1992年（平成4年）の第16回参議院議員通常選挙では比例代表区に移り、出身母体である日本歯科医師連盟の支援を受け、再選を果たした。
1996年（平成8年）、北海道開発庁政務次官に就任。
1998年（平成10年）の第18回参議院議員通常選挙も比例代表区に立候補し3選。同年、自由民主党国会対策副委員長に就任。2001年（平成13年）の第1次小泉内閣で経済産業副大臣など要職を歴任。
2004年（平成16年）の第20回参議院議員選挙において日本歯科医師連盟が比例候補差し替えを表明したため、再び愛知県選挙区からの出馬を表明した。この年、愛知県選挙区において党の候補予備選が行われ、元衆議院議員の浅野勝人、寺西学県議の長男の寺西睦と争うが、浅野が党の公認を勝ち取った。それとともに日本歯科医師連盟の政治資金規正法疑惑が発覚（日歯連闇献金事件）。このため出馬断念に追い込まれ、政界から引退した。
医療法人大医会日清おりど病院の理事長を務めた。